# Dany Nounkeu
Dany Achille Nounkeu Tchounkeu, född 11 april 1986 i Yaoundé, Kamerun, är en kamerunsk fotbollsspelare som spelar som mittback för den djiboutiska klubben Arta/Solar7.
Nounkeu har även representerat Kameruns landslag.